# میتسوماسا یودا
میتسوماسا یودا (ژاپنی: 依田 光正؛ زادهٔ ۷ اوت ۱۹۷۷) بازیکن فوتبال اهل ژاپن است.